# 《艺术家》获奖名单
《艺术家》是米歇尔·哈札纳维西斯自编自导的2011年法国浪漫喜剧劇情片，以1927至1932年好莱坞无声电影逐渐失宠、有声电影得势为背景，讲述让·杜雅尔丹与贝热尼丝·贝乔扮演影星截然相反的星路历程。电影2011年5月15日在第64届戛纳电影节首映，杜雅尔丹拿下最佳男演员奖。2011年10月12日影片在法国公映，在特柳赖德电影节、多倫多國際電影節、紐約影展试映反响热烈，11月23日在美国公映，全球票房1.33亿美元。评论汇总网站爛番茄共收集本片321篇评论，认可度达九成五。
《艺术家》刷新法国电影获奖纪录，导演、表演、剧本、配乐、摄影、剪辑、服装全面开花。影片获第84屆奧斯卡金像獎十项入围，最佳影片、导演、男主角等五项胜出，是《铁翼雄风》在1929年首届颁奖典礼折桂后第一部拿下最佳影片奖的的无声片，也是1993年《辛德勒的名单》后首部获该奖的黑白片。杜雅尔丹是首位获奥斯卡奖的法国男演员。电影夺得独立精神奖最佳影片、导演、男主角等四项大奖，入围12项英国电影学院奖并在最佳影片、导演、男主角等七项胜出，还在凯撒电影奖角逐赢得最佳影片、导演、女主角等六项大奖。
影片在第69屆金球獎入围六项，拿下最佳影片（音乐剧/喜剧类）、电影男主角（音乐剧/喜剧类）等三项。杜雅尔丹获美国演员工会奖最佳男主角。美國製片人協會授予本片最佳院线电影奖，美国导演工会向哈札纳维西斯颁发最佳长片导演奖。评论家选择奖、紐約影評人協會、伦敦影评人协会、纽约在线影评人协会、聖地牙哥影評人協會、圣路易斯影评人协会、温哥华影评人协会、华盛顿特区影评人协会均把《艺术家》评为最佳影片。

## 荣誉
| 机构                    | 颁奖日期       | 奖项                            | 入围                                                                                          | 结果 | 参考          |
| ----------------------- | -------------- | ------------------------------- | --------------------------------------------------------------------------------------------- | ---- | ------------- |
| 澳大利亞影視藝術學院獎  | 2012年1月27日  | 最佳国际电影                    | 托马斯·朗曼                                                                                   | 獲獎 | [ 15 ]        |
| 澳大利亞影視藝術學院獎  | 2012年1月27日  | 最佳国际导演                    | 米歇尔·哈札纳维西斯                                                                           | 獲獎 | [ 15 ]        |
| 澳大利亞影視藝術學院獎  | 2012年1月27日  | 最佳国际男主角                  | 让·杜雅尔丹                                                                                   | 獲獎 | [ 15 ]        |
| 澳大利亞影視藝術學院獎  | 2012年1月27日  | 最佳国际编剧                    | 米歇尔·哈札纳维西斯                                                                           | 提名 | [ 15 ]        |
| 美国退休者协会          | 2012年1月20日  | 最佳成人电影                    | 《艺术家》                                                                                    | 獲獎 | [ 16 ]        |
| 美国退休者协会          | 2012年1月20日  | 最佳喜剧                        | 《艺术家》                                                                                    | 獲獎 | [ 16 ]        |
| 奥斯卡金像奖            | 2012年2月26日  | 最佳影片                        | 托马斯·朗曼                                                                                   | 獲獎 | [ 17 ]        |
| 奥斯卡金像奖            | 2012年2月26日  | 最佳导演                        | 米歇尔·哈札纳维西斯                                                                           | 獲獎 | [ 17 ]        |
| 奥斯卡金像奖            | 2012年2月26日  | 最佳男主角                      | 让·杜雅尔丹                                                                                   | 獲獎 | [ 17 ]        |
| 奥斯卡金像奖            | 2012年2月26日  | 最佳女配角                      | 贝热尼丝·贝乔                                                                                 | 提名 | [ 17 ]        |
| 奥斯卡金像奖            | 2012年2月26日  | 最佳原著剧本                    | 米歇尔·哈札纳维西斯                                                                           | 提名 | [ 17 ]        |
| 奥斯卡金像奖            | 2012年2月26日  | 最佳艺术指导                    | 劳伦斯·本奈特、罗伯特·古尔德                                                                  | 提名 | [ 17 ]        |
| 奥斯卡金像奖            | 2012年2月26日  | 最佳摄影                        | 纪尧姆·希弗曼                                                                                 | 提名 | [ 17 ]        |
| 奥斯卡金像奖            | 2012年2月26日  | 最佳服装设计                    | 马克·布里奇斯                                                                                 | 獲獎 | [ 17 ]        |
| 奥斯卡金像奖            | 2012年2月26日  | 最佳剪辑                        | 安妮-索菲·比昂、米歇尔·哈札纳维西斯                                                           | 提名 | [ 17 ]        |
| 奥斯卡金像奖            | 2012年2月26日  | 最佳原创配乐                    | 路德维克·伯斯                                                                                 | 獲獎 | [ 17 ]        |
| 女性电影记者联盟        | 2012年1月10日  | 最佳影片                        | 《艺术家》                                                                                    | 獲獎 | [ 18 ] [ 19 ] |
| 女性电影记者联盟        | 2012年1月10日  | 最佳导演                        | 米歇尔·哈札纳维西斯                                                                           | 獲獎 | [ 18 ] [ 19 ] |
| 女性电影记者联盟        | 2012年1月10日  | 最佳男主角                      | 让·杜雅尔丹                                                                                   | 提名 | [ 18 ] [ 19 ] |
| 女性电影记者联盟        | 2012年1月10日  | 最佳女配角                      | 贝热尼丝·贝乔                                                                                 | 提名 | [ 18 ] [ 19 ] |
| 女性电影记者联盟        | 2012年1月10日  | 最佳原创剧本                    | 米歇尔·哈札纳维西斯                                                                           | 提名 | [ 18 ] [ 19 ] |
| 女性电影记者联盟        | 2012年1月10日  | 最佳摄影                        | 纪尧姆·希弗曼                                                                                 | 提名 | [ 18 ] [ 19 ] |
| 女性电影记者联盟        | 2012年1月10日  | 最佳剪辑                        | 安妮-索菲·比昂、米歇尔·哈札纳维西斯                                                           | 提名 | [ 18 ] [ 19 ] |
| 女性电影记者联盟        | 2012年1月10日  | 最佳电影配乐                    | 路德维克·伯斯                                                                                 | 提名 | [ 18 ] [ 19 ] |
| 女性电影记者联盟        | 2012年1月10日  | 难忘瞬间奖                      | 《艺术家》                                                                                    | 獲獎 | [ 18 ] [ 19 ] |
| 美国拉丁裔媒体艺术奖    | 2012年9月16日  | 最佳喜剧或歌舞片女主角          | 贝热尼丝·贝乔                                                                                 | 提名 | [ 20 ]        |
| 美国电影剪辑工会        | 2012年2月18日  | 最佳喜剧或歌舞片剪辑            | 安妮-索菲·比昂、米歇尔·哈札纳维西斯                                                           | 獲獎 | [ 21 ]        |
| 美国电影学会            | 2011年12月11日 | 特别奖                          | 《艺术家》                                                                                    | 獲獎 | [ 22 ]        |
| 美国电影摄影师协会      | 2012年2月12日  | 最佳院线电影摄影                | 纪尧姆·希弗曼                                                                                 | 提名 | [ 23 ]        |
| 藝術指導工會            | 2012年2月4日   | 古装片                          | 劳伦斯·本奈特、格雷戈里·胡珀、约书亚·卢斯比、亚当·穆尔、杰米·拉玛、马丁·查尔斯、罗伯特·古尔德 | 提名 | [ 24 ]        |
| 奥斯汀影评人协会        | 2011年12月28日 | 最佳影片                        | 《艺术家》                                                                                    | 第六 | [ 25 ]        |
| 比利时影评人协会        | 2012年1月7日   | 大奖                            | 《艺术家》                                                                                    | 獲獎 | [ 26 ]        |
| 廣播音樂公司            | 2012年5月17日  | 电影配乐奖                      | 路德维克·伯斯                                                                                 | 獲獎 | [ 27 ]        |
| 波士頓影評人協會        | 2011年12月11日 | 最佳影片                        | 《艺术家》                                                                                    | 獲獎 | [ 28 ]        |
| 波士頓影評人協會        | 2011年12月11日 | 最佳导演                        | 米歇尔·哈札纳维西斯                                                                           | 亚军 | [ 28 ]        |
| 波士頓影評人協會        | 2011年12月11日 | 最佳电影音乐                    | 路德维克·伯斯                                                                                 | 獲獎 | [ 28 ]        |
| 英国电影学院奖          | 2012年2月12日  | 最佳影片                        | 托马斯·朗曼                                                                                   | 獲獎 | [ 29 ]        |
| 英国电影学院奖          | 2012年2月12日  | 最佳导演                        | 米歇尔·哈札纳维西斯                                                                           | 獲獎 | [ 29 ]        |
| 英国电影学院奖          | 2012年2月12日  | 最佳男主角                      | 让·杜雅尔丹                                                                                   | 獲獎 | [ 29 ]        |
| 英国电影学院奖          | 2012年2月12日  | 最佳女主角                      | 贝热尼丝·贝乔                                                                                 | 提名 | [ 29 ]        |
| 英国电影学院奖          | 2012年2月12日  | 最佳原创剧本                    | 米歇尔·哈札纳维西斯                                                                           | 獲獎 | [ 29 ]        |
| 英国电影学院奖          | 2012年2月12日  | 最佳电影配乐                    | 路德维克·伯斯                                                                                 | 獲獎 | [ 29 ]        |
| 英国电影学院奖          | 2012年2月12日  | 最佳摄影                        | 纪尧姆·希弗曼                                                                                 | 獲獎 | [ 29 ]        |
| 英国电影学院奖          | 2012年2月12日  | 最佳剪辑                        | 安妮-索菲·比昂、米歇尔·哈札纳维西斯                                                           | 提名 | [ 29 ]        |
| 英国电影学院奖          | 2012年2月12日  | 最佳艺术指导                    | 劳伦斯·本奈特、罗伯特·古尔德                                                                  | 提名 | [ 29 ]        |
| 英国电影学院奖          | 2012年2月12日  | 最佳服装设计                    | 马克·布里奇斯                                                                                 | 獲獎 | [ 29 ]        |
| 英国电影学院奖          | 2012年2月12日  | 最佳音效                        | 迈克尔·克里科里安、杰拉德·兰普斯、娜丁·缪斯                                                   | 提名 | [ 29 ]        |
| 英国电影学院奖          | 2012年2月12日  | 最佳化妆与发型                  | 西德妮·科内尔、朱莉·休伊特                                                                    | 提名 | [ 29 ]        |
| 戛纳电影节              | 2011年5月22日  | 金棕榈奖                        | 米歇尔·哈札纳维西斯                                                                           | 提名 | [ 30 ] [ 31 ] |
| 戛纳电影节              | 2011年5月22日  | 最佳男演员                      | 让·杜雅尔丹                                                                                   | 獲獎 | [ 30 ] [ 31 ] |
| 戛纳电影节              | 2011年5月22日  | 棕榈狗奖                        | 小狗乌吉                                                                                      | 獲獎 | [ 30 ] [ 31 ] |
| 美国选角工会            | 2012年10月29日 | 制片厂或独立制作喜剧片类        | 海蒂·莱维特、迈克尔·桑福德                                                                    | 獲獎 | [ 32 ]        |
| 凯撒电影奖              | 2012年2月24日  | 最佳影片                        | 《艺术家》                                                                                    | 獲獎 | [ 33 ]        |
| 凯撒电影奖              | 2012年2月24日  | 最佳导演                        | 米歇尔·哈札纳维西斯                                                                           | 獲獎 | [ 33 ]        |
| 凯撒电影奖              | 2012年2月24日  | 最佳男主角                      | 让·杜雅尔丹                                                                                   | 提名 | [ 33 ]        |
| 凯撒电影奖              | 2012年2月24日  | 最佳女主角                      | 贝热尼丝·贝乔                                                                                 | 獲獎 | [ 33 ]        |
| 凯撒电影奖              | 2012年2月24日  | 最佳原创剧本                    | 米歇尔·哈札纳维西斯                                                                           | 提名 | [ 33 ]        |
| 凯撒电影奖              | 2012年2月24日  | 最佳摄影                        | 纪尧姆·希弗曼                                                                                 | 獲獎 | [ 33 ]        |
| 凯撒电影奖              | 2012年2月24日  | 最佳剪辑                        | 安妮-索菲·比昂、米歇尔·哈札纳维西斯                                                           | 提名 | [ 33 ]        |
| 凯撒电影奖              | 2012年2月24日  | 最佳艺术指导                    | 劳伦斯·本奈特                                                                                 | 獲獎 | [ 33 ]        |
| 凯撒电影奖              | 2012年2月24日  | 最佳服装设计                    | 马克·布里奇斯                                                                                 | 提名 | [ 33 ]        |
| 凯撒电影奖              | 2012年2月24日  | 最佳电影配乐                    | 路德维克·伯斯                                                                                 | 獲獎 | [ 33 ]        |
| 芝加哥影评人协会        | 2012年1月7日   | 最佳影片                        | 《艺术家》                                                                                    | 提名 | [ 34 ] [ 35 ] |
| 芝加哥影评人协会        | 2012年1月7日   | 最佳导演                        | 米歇尔·哈札纳维西斯                                                                           | 提名 | [ 34 ] [ 35 ] |
| 芝加哥影评人协会        | 2012年1月7日   | 最佳男主角                      | 让·杜雅尔丹                                                                                   | 提名 | [ 34 ] [ 35 ] |
| 芝加哥影评人协会        | 2012年1月7日   | 最佳原创剧本                    | 米歇尔·哈札纳维西斯                                                                           | 獲獎 | [ 34 ] [ 35 ] |
| 芝加哥影评人协会        | 2012年1月7日   | 最佳原创配乐                    | 路德维克·伯斯                                                                                 | 提名 | [ 34 ] [ 35 ] |
| 皮耶什佳尼国际电影节    | 2012年9月12日  | 欧洲交汇奖                      | 《艺术家》                                                                                    | 獲獎 | [ 36 ]        |
| 皮耶什佳尼国际电影节    | 2012年9月12日  | 观众奖                          | 《艺术家》                                                                                    | 提名 | [ 36 ]        |
| 喜剧奖                  | 2012年5月6日   | 喜剧片                          | 《艺术家》                                                                                    | 提名 | [ 37 ] [ 38 ] |
| 喜剧奖                  | 2012年5月6日   | 最佳电影男演员                  | 让·杜雅尔丹                                                                                   | 獲獎 | [ 37 ] [ 38 ] |
| 喜剧奖                  | 2012年5月6日   | 最佳导演                        | 米歇尔·哈札纳维西斯                                                                           | 提名 | [ 37 ] [ 38 ] |
| 服装设计工会            | 2012年2月21日  | 最佳古装片服装设计              | 马克·布里奇斯                                                                                 | 提名 | [ 39 ]        |
| 评论家选择电影奖        | 2012年1月12日  | 最佳影片                        | 《艺术家》                                                                                    | 獲獎 | [ 40 ]        |
| 评论家选择电影奖        | 2012年1月12日  | 最佳男主角                      | 让·杜雅尔丹                                                                                   | 提名 | [ 40 ]        |
| 评论家选择电影奖        | 2012年1月12日  | 最佳女配角                      | 贝热尼丝·贝乔                                                                                 | 提名 | [ 40 ]        |
| 评论家选择电影奖        | 2012年1月12日  | 最佳群体演出                    | 《艺术家》                                                                                    | 提名 | [ 40 ]        |
| 评论家选择电影奖        | 2012年1月12日  | 最佳导演                        | 米歇尔·哈札纳维西斯                                                                           | 獲獎 | [ 40 ]        |
| 评论家选择电影奖        | 2012年1月12日  | 最佳原创剧本                    | 米歇尔·哈札纳维西斯                                                                           | 提名 | [ 40 ]        |
| 评论家选择电影奖        | 2012年1月12日  | 最佳摄影                        | 纪尧姆·希弗曼                                                                                 | 提名 | [ 40 ]        |
| 评论家选择电影奖        | 2012年1月12日  | 最佳美术指导                    | 劳伦斯·本奈特、格雷戈里·胡珀                                                                  | 提名 | [ 40 ]        |
| 评论家选择电影奖        | 2012年1月12日  | 最佳剪辑                        | 安妮-索菲·比昂、米歇尔·哈札纳维西斯                                                           | 提名 | [ 40 ]        |
| 评论家选择电影奖        | 2012年1月12日  | 最佳服装设计                    | 马克·布里奇斯                                                                                 | 獲獎 | [ 40 ]        |
| 评论家选择电影奖        | 2012年1月12日  | 最佳作曲                        | 路德维克·伯斯                                                                                 | 獲獎 | [ 40 ]        |
| 达拉斯—沃斯堡影评人协会 | 2011年12月16日 | 最佳影片                        | 《艺术家》                                                                                    | 第二 | [ 41 ]        |
| 达拉斯—沃斯堡影评人协会 | 2011年12月16日 | 最佳导演                        | 米歇尔·哈札纳维西斯                                                                           | 第二 | [ 41 ]        |
| 达拉斯—沃斯堡影评人协会 | 2011年12月16日 | 最佳男主角                      | 让·杜雅尔丹                                                                                   | 第二 | [ 41 ]        |
| 达拉斯—沃斯堡影评人协会 | 2011年12月16日 | 最佳女配角                      | 贝热尼丝·贝乔                                                                                 | 第二 | [ 41 ]        |
| 意大利电影金像奖        | 2012年5月4日   | 最佳欧洲电影                    | 《艺术家》                                                                                    | 提名 | [ 42 ]        |
| 底特律影评人协会        | 2011年12月16日 | 最佳影片                        | 《艺术家》                                                                                    | 獲獎 | [ 43 ]        |
| 底特律影评人协会        | 2011年12月16日 | 最佳导演                        | 米歇尔·哈札纳维西斯                                                                           | 獲獎 | [ 43 ]        |
| 底特律影评人协会        | 2011年12月16日 | 最佳男主角                      | 让·杜雅尔丹                                                                                   | 提名 | [ 43 ]        |
| 底特律影评人协会        | 2011年12月16日 | 最佳女配角                      | 贝热尼丝·贝乔                                                                                 | 提名 | [ 43 ]        |
| 底特律影评人协会        | 2011年12月16日 | 最佳编剧                        | 米歇尔·哈札纳维西斯                                                                           | 提名 | [ 43 ]        |
| 美国导演工会奖          | 2012年1月28日  | 最佳长片导演                    | 米歇尔·哈札纳维西斯                                                                           | 獲獎 | [ 44 ]        |
| 都柏林影评人协会        | 2012年12月21日 | 最佳影片                        | 《艺术家》                                                                                    | 獲獎 | [ 45 ]        |
| 歐洲電影獎              | 2011年12月3日  | 最佳影片                        | 《艺术家》                                                                                    | 提名 | [ 46 ]        |
| 歐洲電影獎              | 2011年12月3日  | 最佳作曲                        | 路德维克·伯斯                                                                                 | 獲獎 | [ 46 ]        |
| 歐洲電影獎              | 2011年12月3日  | 最佳摄影                        | 纪尧姆·希弗曼                                                                                 | 提名 | [ 46 ]        |
| 佛罗里达影评人协会      | 2011年12月19日 | 最佳编剧                        | 米歇尔·哈札纳维西斯                                                                           | 獲獎 | [ 47 ]        |
| 道林奖                  | 2012年1月16日  | 年度电影                        | 《艺术家》                                                                                    | 提名 | [ 48 ]        |
| 乔治亚影评人协会        | 2012年1月17日  | 最佳女配角                      | 贝热尼丝·贝乔                                                                                 | 提名 | [ 49 ]        |
| 乔治亚影评人协会        | 2012年1月17日  | 最佳原创剧本                    | 米歇尔·哈札纳维西斯                                                                           | 提名 | [ 49 ]        |
| 乔治亚影评人协会        | 2012年1月17日  | 最佳艺术指导                    | 劳伦斯·本奈特                                                                                 | 提名 | [ 49 ]        |
| 俄罗斯金鹰奖            | 2013年1月25日  | 最佳外语片                      | 《艺术家》                                                                                    | 獲獎 | [ 50 ]        |
| 金球獎                  | 2012年1月15日  | 最佳影片（音乐剧/喜剧类）       | 《艺术家》                                                                                    | 獲獎 | [ 51 ]        |
| 金球獎                  | 2012年1月15日  | 最佳电影男主角（音乐剧/喜剧类） | 让·杜雅尔丹                                                                                   | 獲獎 | [ 51 ]        |
| 金球獎                  | 2012年1月15日  | 最佳电影女配角                  | 贝热尼丝·贝乔                                                                                 | 提名 | [ 51 ]        |
| 金球獎                  | 2012年1月15日  | 最佳导演                        | 米歇尔·哈札纳维西斯                                                                           | 提名 | [ 51 ]        |
| 金球獎                  | 2012年1月15日  | 最佳编剧                        | 米歇尔·哈札纳维西斯                                                                           | 提名 | [ 51 ]        |
| 金球獎                  | 2012年1月15日  | 最佳原创配乐                    | 路德维克·伯斯                                                                                 | 獲獎 | [ 51 ]        |
| 金预告片奖              | 2012年5月31日  | 最佳独立电影电视广告            | 《艺术家》                                                                                    | 獲獎 | [ 52 ] [ 53 ] |
| 哥雅獎                  | 2012年5月31日  | 最佳欧洲电影                    | 米歇尔·哈札纳维西斯                                                                           | 獲獎 | [ 54 ]        |
| 葛萊美獎                | 2013年2月10日  | 最佳视觉传媒配乐                | 路德维克·伯斯                                                                                 | 提名 | [ 55 ]        |
| 休斯顿影评人协会        | 2011年12月14日 | 最佳影片                        | 《艺术家》                                                                                    | 提名 | [ 56 ]        |
| 休斯顿影评人协会        | 2011年12月14日 | 最佳导演                        | 米歇尔·哈札纳维西斯                                                                           | 提名 | [ 56 ]        |
| 休斯顿影评人协会        | 2011年12月14日 | 最佳男主角                      | 让·杜雅尔丹                                                                                   | 提名 | [ 56 ]        |
| 休斯顿影评人协会        | 2011年12月14日 | 最佳编剧                        | 米歇尔·哈札纳维西斯                                                                           | 提名 | [ 56 ]        |
| 休斯顿影评人协会        | 2011年12月14日 | 最佳摄影                        | 纪尧姆·希弗曼                                                                                 | 提名 | [ 56 ]        |
| 休斯顿影评人协会        | 2011年12月14日 | 最佳配乐                        | 路德维克·伯斯                                                                                 | 獲獎 | [ 56 ]        |
| 休斯顿影评人协会        | 2011年12月14日 | 最佳外国片                      | 米歇尔·哈札纳维西斯                                                                           | 提名 | [ 56 ]        |
| 獨立精神獎              | 2012年2月25日  | 最佳影片                        | 《艺术家》                                                                                    | 獲獎 | [ 57 ] [ 58 ] |
| 獨立精神獎              | 2012年2月25日  | 最佳导演                        | 米歇尔·哈札纳维西斯                                                                           | 獲獎 | [ 57 ] [ 58 ] |
| 獨立精神獎              | 2012年2月25日  | 最佳编剧                        | 米歇尔·哈札纳维西斯                                                                           | 提名 | [ 57 ] [ 58 ] |
| 獨立精神獎              | 2012年2月25日  | 最佳男主角                      | 让·杜雅尔丹                                                                                   | 獲獎 | [ 57 ] [ 58 ] |
| 獨立精神獎              | 2012年2月25日  | 最佳摄影                        | 纪尧姆·希弗曼                                                                                 | 獲獎 | [ 57 ] [ 58 ] |
| 国际在线影评人调查      | 2012年12月20日 | 最佳影片                        | 《艺术家》                                                                                    | 提名 | [ 59 ]        |
| 国际在线影评人调查      | 2012年12月20日 | 十大佳片                        | 《艺术家》                                                                                    | 獲獎 | [ 59 ]        |
| 国际在线影评人调查      | 2012年12月20日 | 最佳男主角                      | 让·杜雅尔丹                                                                                   | 提名 | [ 59 ]        |
| 国际在线影评人调查      | 2012年12月20日 | 最佳女配角                      | 贝热尼丝·贝乔                                                                                 | 提名 | [ 59 ]        |
| 国际在线影评人调查      | 2012年12月20日 | 最佳摄影                        | 纪尧姆·希弗曼                                                                                 | 提名 | [ 59 ]        |
| 国际在线影评人调查      | 2012年12月20日 | 最佳原创配乐                    | 路德维克·伯斯                                                                                 | 獲獎 | [ 59 ]        |
| 利兹国际电影节          | 2011年11月21日 | 官方选拔观众奖                  | 《艺术家》                                                                                    | 獲獎 | [ 60 ]        |
| 伦敦影评人协会          | 2012年1月19日  | 年度电影                        | 《艺术家》                                                                                    | 獲獎 | [ 61 ]        |
| 伦敦影评人协会          | 2012年1月19日  | 年度男主角                      | 让·杜雅尔丹                                                                                   | 獲獎 | [ 61 ]        |
| 伦敦影评人协会          | 2012年1月19日  | 年度导演                        | 米歇尔·哈札纳维西斯                                                                           | 獲獎 | [ 61 ]        |
| 伦敦影评人协会          | 2012年1月19日  | 年度编剧                        | 米歇尔·哈札纳维西斯                                                                           | 提名 | [ 61 ]        |
| 盧米埃獎                | 2012年1月13日  | 最佳影片                        | 《艺术家》                                                                                    | 獲獎 | [ 62 ]        |
| 盧米埃獎                | 2012年1月13日  | 最佳导演                        | 米歇尔·哈札纳维西斯                                                                           | 提名 | [ 62 ]        |
| 盧米埃獎                | 2012年1月13日  | 最佳男主角                      | 让·杜雅尔丹                                                                                   | 提名 | [ 62 ]        |
| 盧米埃獎                | 2012年1月13日  | 最佳女主角                      | 贝热尼丝·贝乔                                                                                 | 獲獎 | [ 62 ]        |
| 盧米埃獎                | 2012年1月13日  | 最佳编剧                        | 米歇尔·哈札纳维西斯                                                                           | 提名 | [ 62 ]        |
| 國家評論協會            | 2012年2月4日   | 年度十大佳片                    | 《艺术家》                                                                                    | 獲獎 | [ 63 ]        |
| 國家影評人協會          | 2012年1月7日   | 最佳男主角                      | 让·杜雅尔丹                                                                                   | 亚军 | [ 64 ]        |
| 紐約影評人協會          | 2011年11月29日 | 最佳影片                        | 《艺术家》                                                                                    | 獲獎 | [ 65 ]        |
| 紐約影評人協會          | 2011年11月29日 | 最佳导演                        | 米歇尔·哈札纳维西斯                                                                           | 獲獎 | [ 65 ]        |
| 紐約影評人協會          | 2011年11月29日 | 最佳男主角                      | 让·杜雅尔丹                                                                                   | 亚军 | [ 65 ]        |
| 纽约在线影评人协会      | 2011年12月11日 | 最佳影片                        | 《艺术家》                                                                                    | 獲獎 | [ 66 ]        |
| 纽约在线影评人协会      | 2011年12月11日 | 最佳导演                        | 米歇尔·哈札纳维西斯                                                                           | 獲獎 | [ 66 ]        |
| 纽约在线影评人协会      | 2011年12月11日 | 最佳配乐                        | 路德维克·伯斯                                                                                 | 獲獎 | [ 66 ]        |
| 在线影评人协会          | 2012年1月2日   | 最佳影片                        | 《艺术家》                                                                                    | 提名 | [ 67 ]        |
| 在线影评人协会          | 2012年1月2日   | 最佳导演                        | 米歇尔·哈札纳维西斯                                                                           | 提名 | [ 67 ]        |
| 在线影评人协会          | 2012年1月2日   | 最佳男主角                      | 让·杜雅尔丹                                                                                   | 提名 | [ 67 ]        |
| 在线影评人协会          | 2012年1月2日   | 最佳摄影                        | 纪尧姆·希弗曼                                                                                 | 提名 | [ 67 ]        |
| 美國製片人協會          | 2012年1月21日  | 最佳院线电影                    | 托马斯·朗曼                                                                                   | 獲獎 | [ 68 ] [ 69 ] |
| 聖塞瓦斯蒂安國際電影節  | 2011年9月25日  | 观众奖                          | 《艺术家》                                                                                    | 獲獎 | [ 70 ]        |
| 圣芭芭拉国际电影节      | 2012年2月4日   | 电影先驱奖                      | 《艺术家》                                                                                    | 獲獎 | [ 71 ]        |
| 聖地牙哥影評人協會      | 2011年11月14日 | 最佳影片                        | 《艺术家》                                                                                    | 獲獎 | [ 72 ]        |
| 聖地牙哥影評人協會      | 2011年11月14日 | 最佳导演                        | 米歇尔·哈札纳维西斯                                                                           | 提名 | [ 72 ]        |
| 聖地牙哥影評人協會      | 2011年11月14日 | 最佳男主角                      | 让·杜雅尔丹                                                                                   | 提名 | [ 72 ]        |
| 聖地牙哥影評人協會      | 2011年11月14日 | 最佳女配角                      | 贝热尼丝·贝乔                                                                                 | 提名 | [ 72 ]        |
| 聖地牙哥影評人協會      | 2011年11月14日 | 最佳原创剧本                    | 米歇尔·哈札纳维西斯                                                                           | 提名 | [ 72 ]        |
| 聖地牙哥影評人協會      | 2011年11月14日 | 最佳摄影                        | 纪尧姆·希弗曼                                                                                 | 提名 | [ 72 ]        |
| 聖地牙哥影評人協會      | 2011年11月14日 | 最佳剪辑                        | 安妮-索菲·比昂、米歇尔·哈札纳维西斯                                                           | 提名 | [ 72 ]        |
| 聖地牙哥影評人協會      | 2011年11月14日 | 最佳艺术指导                    | 劳伦斯·本奈特                                                                                 | 提名 | [ 72 ]        |
| 聖地牙哥影評人協會      | 2011年11月14日 | 最佳配乐                        | 路德维克·伯斯                                                                                 | 提名 | [ 72 ]        |
| 卫星奖                  | 2011年12月19日 | 最佳影片                        | 《艺术家》                                                                                    | 提名 | [ 73 ]        |
| 卫星奖                  | 2011年12月19日 | 最佳导演                        | 米歇尔·哈札纳维西斯                                                                           | 提名 | [ 73 ]        |
| 卫星奖                  | 2011年12月19日 | 最佳原创剧本                    | 米歇尔·哈札纳维西斯                                                                           | 提名 | [ 73 ]        |
| 卫星奖                  | 2011年12月19日 | 最佳摄影                        | 纪尧姆·希弗曼                                                                                 | 提名 | [ 73 ]        |
| 卫星奖                  | 2011年12月19日 | 最佳艺术指导                    | 劳伦斯·本奈特、格雷戈里·胡珀                                                                  | 獲獎 | [ 73 ]        |
| 卫星奖                  | 2011年12月19日 | 最佳服装设计                    | 马克·布里奇斯                                                                                 | 提名 | [ 73 ]        |
| 美國演員工會獎          | 2012年1月29日  | 最佳电影群体演出                | 贝热尼丝·贝乔、詹姆斯·克伦威尔、让·杜雅尔丹、約翰·古德曼、佩内洛普·安·米勒                    | 提名 | [ 74 ]        |
| 美國演員工會獎          | 2012年1月29日  | 最佳男主角                      | 让·杜雅尔丹                                                                                   | 獲獎 | [ 74 ]        |
| 美國演員工會獎          | 2012年1月29日  | 最佳女配角                      | 贝热尼丝·贝乔                                                                                 | 提名 | [ 74 ]        |
| 圣路易斯影评人协会      | 2011年12月19日 | 最佳影片                        | 《艺术家》                                                                                    | 獲獎 | [ 75 ]        |
| 圣路易斯影评人协会      | 2011年12月19日 | 最佳导演                        | 米歇尔·哈札纳维西斯                                                                           | 獲獎 | [ 75 ]        |
| 圣路易斯影评人协会      | 2011年12月19日 | 最佳女配角                      | 贝热尼丝·贝乔                                                                                 | 獲獎 | [ 75 ]        |
| 圣路易斯影评人协会      | 2011年12月19日 | 最佳原创剧本                    | 米歇尔·哈札纳维西斯                                                                           | 獲獎 | [ 75 ]        |
| 圣路易斯影评人协会      | 2011年12月19日 | 最佳配乐                        | 路德维克·伯斯                                                                                 | 獲獎 | [ 75 ]        |
| 圣路易斯影评人协会      | 2011年12月19日 | 特别成就奖                      | 《艺术家》                                                                                    | 提名 | [ 75 ]        |
| 多伦多影评人协会        | 2011年12月14日 | 最佳影片                        | 《艺术家》                                                                                    | 亚军 | [ 76 ]        |
| 多伦多影评人协会        | 2011年12月14日 | 最佳导演                        | 米歇尔·哈札纳维西斯                                                                           | 獲獎 | [ 76 ]        |
| 温哥华影评人协会        | 2012年1月9日   | 最佳影片                        | 《艺术家》                                                                                    | 獲獎 | [ 77 ]        |
| 温哥华影评人协会        | 2012年1月9日   | 最佳男主角                      | 让·杜雅尔丹                                                                                   | 提名 | [ 77 ]        |
| 温哥华影评人协会        | 2012年1月9日   | 最佳导演                        | 米歇尔·哈札纳维西斯                                                                           | 提名 | [ 77 ]        |
| 温哥华影评人协会        | 2012年1月9日   | 最佳编剧                        | 米歇尔·哈札纳维西斯                                                                           | 獲獎 | [ 77 ]        |
| 华盛顿特区影评人协会    | 2011年12月5日  | 最佳影片                        | 《艺术家》                                                                                    | 獲獎 | [ 78 ]        |
| 华盛顿特区影评人协会    | 2011年12月5日  | 最佳导演                        | 米歇尔·哈札纳维西斯                                                                           | 提名 | [ 78 ]        |
| 华盛顿特区影评人协会    | 2011年12月5日  | 最佳男主角                      | 让·杜雅尔丹                                                                                   | 提名 | [ 78 ]        |
| 华盛顿特区影评人协会    | 2011年12月5日  | 最佳女配角                      | 贝热尼丝·贝乔                                                                                 | 提名 | [ 78 ]        |
| 华盛顿特区影评人协会    | 2011年12月5日  | 最佳艺术指导                    | 劳伦斯·本奈特、格雷戈里·胡珀                                                                  | 提名 | [ 78 ]        |
| 华盛顿特区影评人协会    | 2011年12月5日  | 最佳摄影                        | 纪尧姆·希弗曼                                                                                 | 提名 | [ 78 ]        |
| 华盛顿特区影评人协会    | 2011年12月5日  | 最佳配乐                        | 路德维克·伯斯                                                                                 | 獲獎 | [ 78 ]        |
| 女影评人协会            | 2011年12月19日 | 最佳男演员                      | 让·杜雅尔丹                                                                                   | 提名 | [ 79 ]        |
| 女影评人协会            | 2011年12月19日 | 最佳银幕情侣                    | 让·杜雅尔丹、贝热尼丝·贝乔                                                                    | 獲獎 | [ 79 ]        |